# 田中秀典 (政治家)
田中 秀典（たなか ひでふみ、1940年（昭和15年）11月5日 - 2011年（平成23年）4月28日）は、日本の政治家。長野県飯田市長。

## 来歴
飯田市出身。青山学院大学経済学部中退。飯田市議会議員、飯田青年会議所理事長を経て、昭和63年（1988年）飯田市長選挙に当選し、4期務めた。